# El show de Cándi-dos
Debido al éxito obtenido en la primera edición de El Show de Cándido la Sexta decidió emitir una segunda temporada que, por desgracia, no obtuvo los mismos resultados de audiencia que la primera edición. Esta edición tuvo lugar entre el 16 de julio y el 25 de agosto de 2006.
El domingo 16 de julio se inició la segunda temporada, la nueva edición tuvo nuevo nombre El Show de Candi-dos. Esta nueva edición volvió a ser conducido por Julián Weich, uno de los presentadores argentinos más famosos. En esta ocasión, fueron un concursante masculino y una participante femenina los que pensaban que todo era verdad… Es decir, ¡dos inocentes!. Ellos creían que estaban concursando en el reality show Rico Amor, en donde un grupo de solteros y solteras conviven en una misma casa, de los que aparentemente luchan por encontrar el amor de su vida y un premio de 60.000 euros. Sin embargo, la realidad vuelve a estar amañada. En un momento del programa tras la gran cantidad de dudas que provocó el soltero ante Raquel, esto provocó que la producción le comentase la verdad a Raquel, lo que provocó que ella abandonara el concurso ingresando en su lugar Anita; aunque más tarde regresaría Raquel ahora como una más de los actores de la casa.

## Los Cándidos
Raquel Becerra Martínez: Sevillana, de 24 años, está soltera, sin pareja y no tiene hijos. Tras seis años de estudio de danza española en el conservatorio, ahora trabaja como bailarina y conejita playboy. Independizada a los 18 años, vive con una gata y dos serpientes. Se define como de fuerte carácter, algo que le puede llevar a ser fría y agresiva. Es de lágrima fácil y bastante enamoradiza. No oculta que busca su príncipe azul, aunque no sabe si existirá.
Gabriel González Boy, "Gabi": Estudiante de Publicidad y Relaciones Públicas en la Universidad de Sevilla. Gabi, es profesor de bailes latinos. Natural de Puerto Real (Cádiz), de 24 años, también está soltero y en la actualidad no tiene pareja. Ha tenido tres novias, y la última de ellas el pasado verano. Admite que busca pareja y da algunos detalles de cómo le gustaría que fuese. No es preciso que sea una “chica diez”, sólo que le atraiga por su físico y su forma de ser. De carácter extravertido, le gusta el cine (en especial las películas de Pedro Almodóvar)
Ana Maria Perez Aller, "Anita": Camarera de noche en discotecas, esta chica de 31 años, vive en Marbella aunque es de Madrid. Le gusta ir a la playa cuando no hay nadie, es muy amiga de sus amigos aunque están muy lejos, le gusta disfrutar de la compañía aunque generalmente está sola. Le encanta viajar y conocer culturas y gente nueva. Ella piensa que es demasiado frágil e ilusa, necesita la ilusión en su casa cada día. Le gusta mucho escribir, porque se desahoga haciéndolo. Es amante de los animales, dice que se entiende mejor con ellos que con las personas.

## Los Actores
- Saida Benzal como Marta Montero Morales - La Borracha
- Rubén Torres como Borja Arana Arejo - El Heredero
- Guadalupe Lancho como Rocío Seisdedos Capell - La Mala
- Fran Fernández como Jonathan Fernández Iglesias - El Chulo playa
- Daniel Román como Luis Barreiro Gómez - El Psicópata
- Manuela Burló como Margarita Gil de Vicente - La Llorona
- Juan Saez como Javier Moreno Cámara - El Casi Gay
- Tati Perkins como Camila Seratil García - La Pija
- Raquel Becerra Martínez como Raquel - La Ex Cándida

## Los Solteros
- Soledad Comasco como Paula Barquín Ortega - La Soltera
- Ander Ezkurdia como Ricardo Echeverría Beltrán - El Soltero

## Otros Actores
- Carlos Garmendia como Ariel "El tío de Ricardo" y como "El padre de Paula".
- Susana Falcone como Mariela "La tia de Ricardo" y como Manuela "La madre de Paula".
- Coqui como el perro "Juanan".